# Perleťovec stříbropásek
Perleťovec stříbropásek (Argynnis paphia (Linné, 1758) je motýl z čeledi babočkovitých běžně se vyskytující na území Eurasie. Vyskytuje se na okraji lesů, na lesních loukách a světlinách, podél lesních cest a v nivách řek a potoků. Potravou housenek jsou především violky.

## Poddruhy
- A. p. butleri Krulikovsky, 1909 severní a střední Evropa
- A. p. thalassata Fruhstorfer, 1909 jižní Evropa
- A. p. dives (Oberthür, 1908) Alžírsko
- A. p. argyrorrhytes Seitz, [1909] Severní Karakas
- A. p. delila Röber, 1896 Turecko
- A. p. masandarensis Gross & Ebert, 1975 Írán
- A. p. pusilla Wnukowsky, 1927 severozápadní Sibiř
- A. p. neopaphia Fruhstorfer, 1907 Amur
- A. p. virescens Nakahara, 1926 Kurily
- A. p. geisha Hemming, 1934 Japonsko
- A. p. tsushimana Fruhstorfer, 1906 Japonsko
- A. p. megalegoria Fruhstorfer, 1907 Čína
- A. p. argyrophontes Oberthür, 1923 jihozápadní Čína
- A. p. formosicola Matsumura

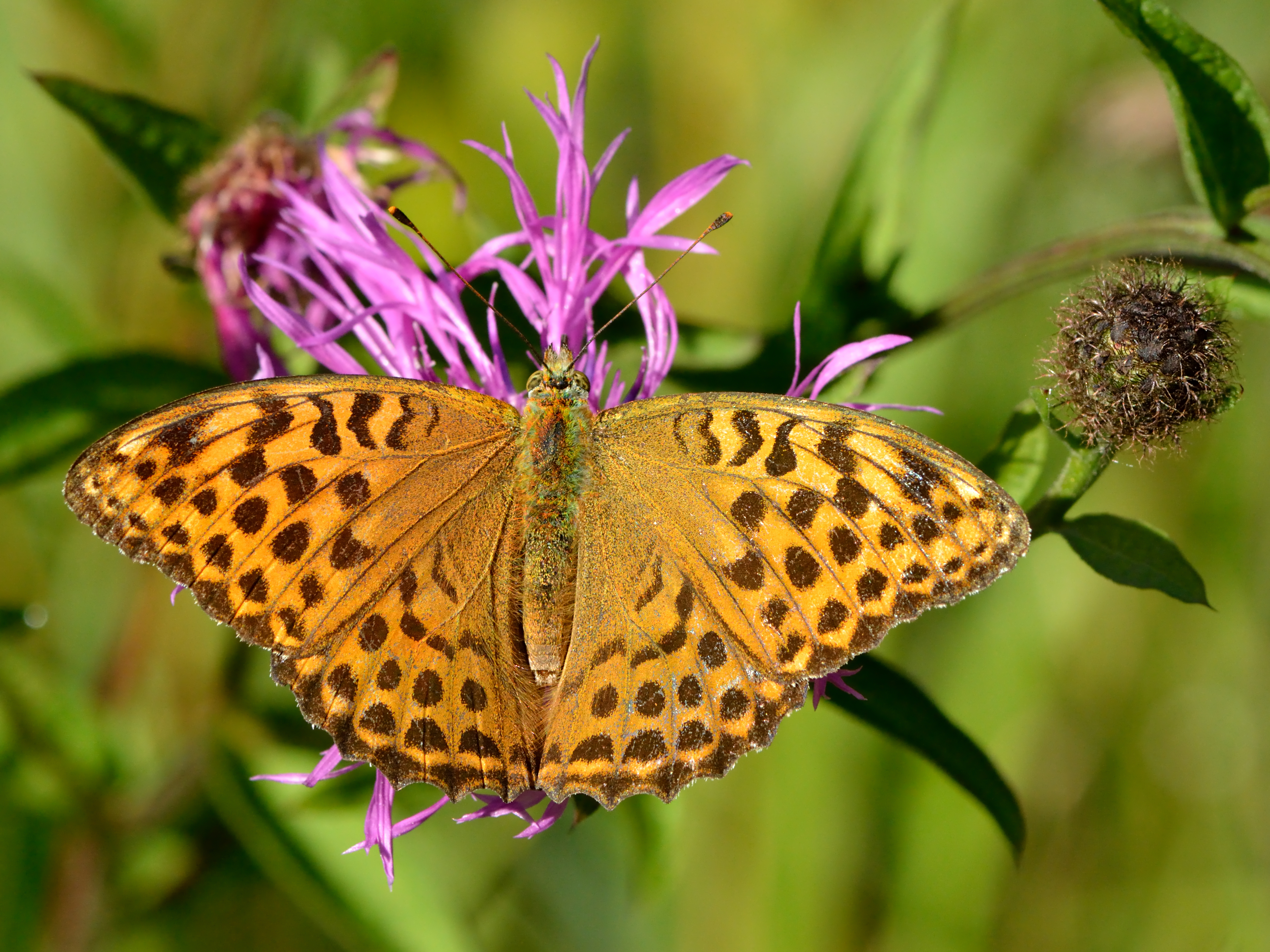
Samička
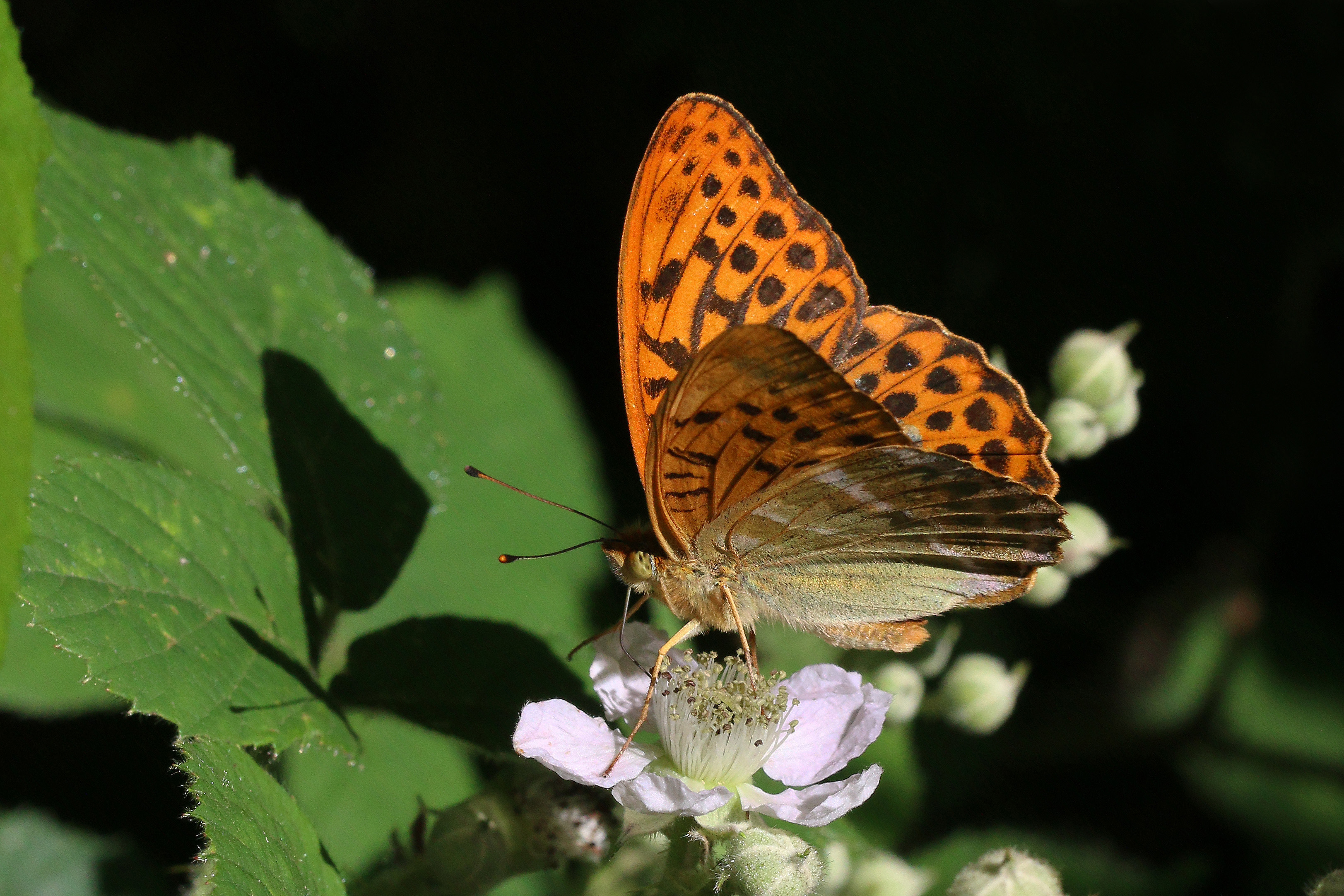
Sameček
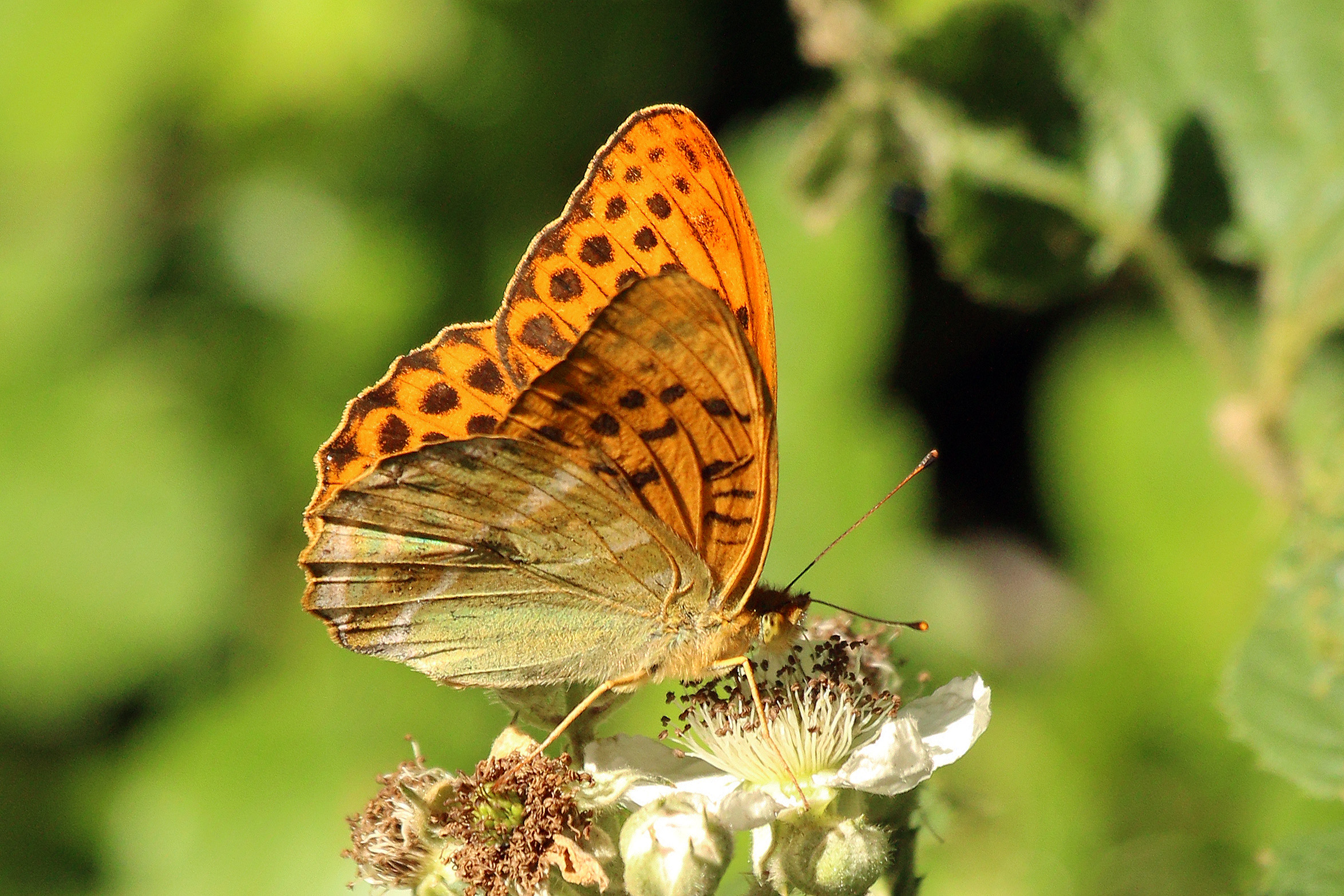
Sameček spodek
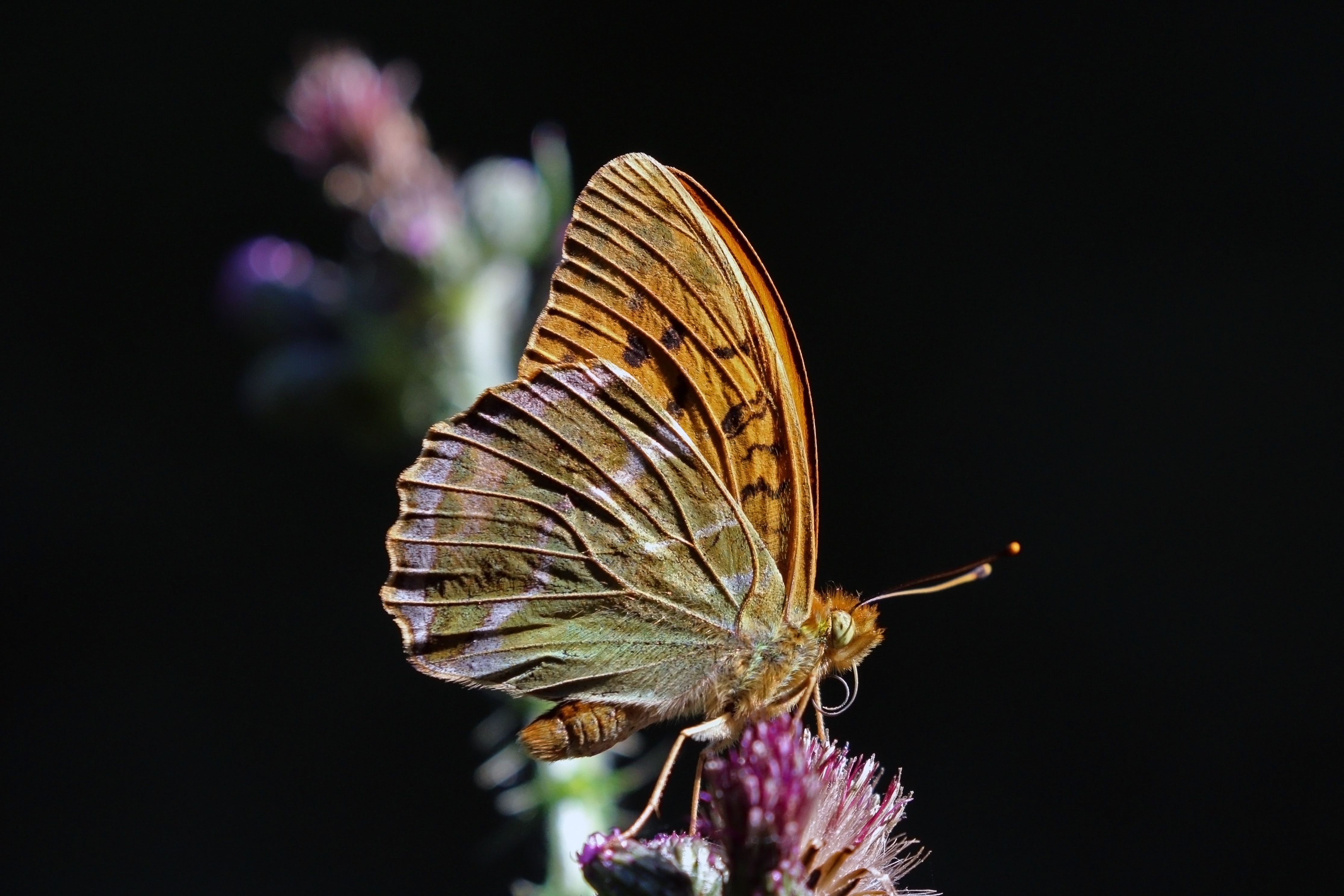
Samička spodek
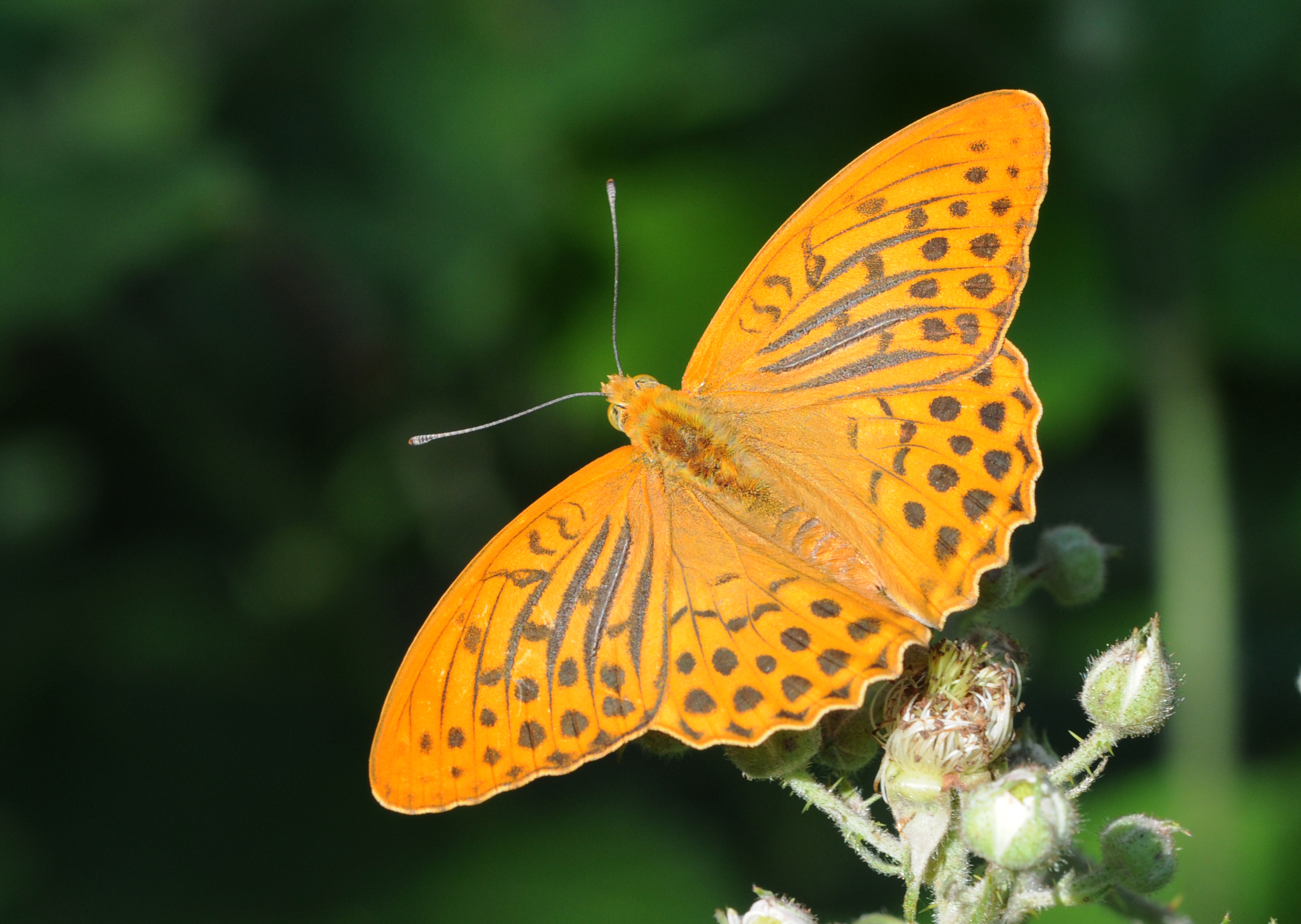
Samička
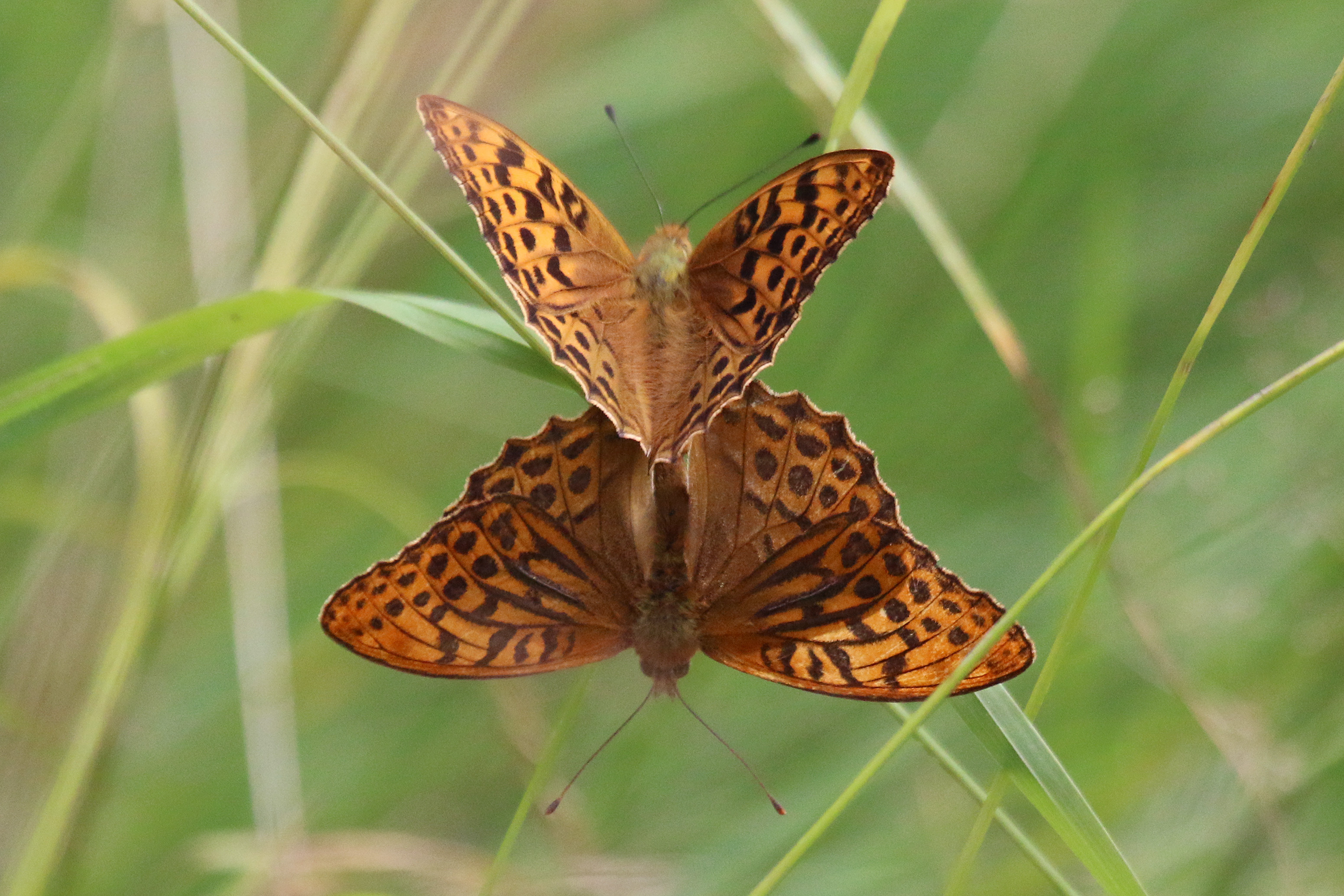
Páření